# Pétanque-Europameisterschaft
Die Europameisterschaften in der Boule-Spielsportart Pétanque werden von der Confédération Européenne de Pétanque (CEP) seit 1997 veranstaltet. Es werden Europameisterschaften der Veteranen, der Männer, der Frauen, der Espoirs (männlich und weiblich) und der Jugend (männlich und weiblich) ausgetragen.

## Geschichte
Die Idee eines neuen Wettbewerbs für junge Wettkämpferinnen und europäische Frauen wurde in den 1990er Jahren vom deutschen und dänischen Petanque-Verband initiiert. 1998 lud der französische Verband, der die Idee unterstützte, Jugend-Teams zu einer ersten Veranstaltung in Dijon ein. 2001 fand die 1. Frauen-Europameisterschaft in Straßburg statt. 2008 entstand in Saint-Jean-d’Angély die 1. U23-Europameisterschaft, 2009 dann die 1. Herren-Europameisterschaft in Nizza. Die erste Europameisterschaft der sogenannten „Veteranen“ (55 Jahre und älter) wurde 2012 in Dänemark ausgetragen. Seit 2022 werden die Doublette Männer, Doublette Frauen und Doublette mixte ausgespielt.
In Deutschland fanden bisher die folgenden Europameisterschaften statt: EM der Frauen 2003 in Rastatt und die EM der U23 in den Jahren 2009 und 2013 jeweils in Düsseldorf.

## Termine
In ungeraden Jahren finden folgende Wettbewerbe statt:
- Männer-Triplette, Männer-Tir-de-précision
- Doublette Männer, Doublette Frauen, Doublette Mixte
- Triplette der Veteranen (Ü55)

In geraden Jahren finden statt:
- Triplette und Tir de précision für Jugendliche (U18), Espoirs (23) und Frauen
- Tête à tête der Männer und Frauen

## Männer

### Doublette

#### Ergebnisse Doublette
| Jahr | Austragungsort                | Gold                                  | Silber                                      | Bronze                                                                             |
| ---- | ----------------------------- | ------------------------------------- | ------------------------------------------- | ---------------------------------------------------------------------------------- |
| 2022 | ’s-Hertogenbosch, Niederlande | Italien Diego Rizzi, Alessio Coccioli | Belgien Fabrice Uytterhoeven, Michael Masuy | England Matthew Eversden, Jack Blows Israel Eliyahu Ohana, Dan Shiran              |
| 2024 | Martigny, Schweiz             | Frankreich David Doerr, Henri Lacroix | Niederlande Kees Koogje, Joey Van Doorn     | Belgien Logan Baton, Charles Weibel Monaco Vincent Ferrandez, Christhophae Sevilla |

#### Medaillenspiegel Doublette
| Pl. | Land        | Gold | Silber | Bronze |
| --- | ----------- | ---- | ------ | ------ |
| 1   | Italien     | 1    | 0      | 0      |
| 1   | Frankreich  | 1    | 0      | 0      |
| 3   | Belgien     | 0    | 1      | 1      |
| 4   | Niederlande | 0    | 1      | 0      |
| 5   | England     | 0    | 0      | 1      |
| 5   | Israel      | 0    | 0      | 1      |
| 5   | Monaco      | 0    | 0      | 1      |

### Triplette
2009 fand in Nizza die erste Europameisterschaft statt, die gleichzeitig als Qualifikation zur Weltmeisterschaft 2010 diente.
Für Deutschland sicherten Jan Garner, Martin Kuball (beide VFPS Osterholz-Scharmbeck), Daniel Reichert (BC Tromm) und Mahmut Tufan (1. BC Kreuzberg) mit einem 9. Platz die Teilnahme an der WM ein Jahr später. Bisher erreichte noch kein DPV-Team eine Platzierung unter den ersten Drei.
2023 verpasste das deutsche Team mit Raphael Gharany, Marco Lonken, Vincent Probst und Sylvain Ramon die Endrunde und verlor gleich das erste Spiel im Nationcup (Trostrunde). Die bisher schlechteste EM-Platzierung einer DPV-Équipe hat Konsequenzen: Der DPV hat die Qualifikation für die nächste Weltmeisterschaft 2024 in Dijon verpasst.

#### Ergebnisse Triplette
| Jahr | Austragungsort                          | Gold                                                                            | Silber                                                                          | Bronze |
| ---- | --------------------------------------- | ------------------------------------------------------------------------------- | ------------------------------------------------------------------------------- | --- |
| 2009 | Nizza, Frankreich                       | Frankreich Henri Lacroix, Bruno Leboursicaud, Philippe Suchaud, Thierry Grandet | Spanien Francisco Palazon, Manuel Romero, Victor Garcia, Antonio Lopez          | Frankreich Christophe Sarrio, Philippe Quintais, Stéphane Robineau, Michel Loy Dänemark Morten Saxild Hansen, Søren Bentzen, Eric Geraci, Emil Petersen                                 |
| 2011 | Göteborg, Schweden                      | Frankreich Michel Loy, Dylan Rocher, Kevin Malbec und Jean-Michel Puccinelli    | Monaco Eric Motté, Franck Millo, Nicolas Rivière, Philippe Perez                | Italien Fabio Dutto, Fabrizio Bottero, Luca Zocco, Walter Torre Spanien Ignacio Egea, Francisco Javier Flores, Roberto C. López, Juan A. Jiménez                                        |
| 2013 | Rom, Italien                            | Frankreich Jean Feltain, Dylan Rocher, Kevin Malbec und Zvonco Radnic           | Monaco Eric Motté, Franck Millo, Nicolas Rivière, Rémy Galleau                  | Italien Alessio Cocciolo, Gianni Laigueglia, Fabio Dutto, Diego Rizzi Spanien Miguel Darder, José Luis Guasch, Francisco Javier Berzal, Francisco Javier Flores                         |
| 2015 | Albena, Bulgarien                       | Frankreich Michel Loy, Dylan Rocher, Damien Hureau und Henri Lacroix            | Schweiz Joseph Molinas, Maiki Molinas, Patrick Emile, Fornerod Olivier          | Monaco Eric Motté, Franck Millo, Jean-Dominique Fieschi, Guillaume Campillo Spanien Antonio Barbera, Javier Caballero, Alejandro Cardeñas, Victor Garcia                                |
| 2017 | Saint-Pierre-lès-Elbeuf, Frankreich     | Frankreich Dylan Rocher, Philippe Quintais, Philippe Suchaud und Henri Lacroix  | Italien Italien Diego Rizzi, Alessio Cocciolo, Fabio Dutto, Donato Goffredo     | Monaco Jean-Dominique Fieschi, Franck Millo, Denis Olmos, Eric Motté Niederlande Kees Koogje, Noël Kempeneers, Essa Agzoul, Mark Wildeboer                                              |
| 2019 | Albena, Bulgarien                       | Italien Diego Rizzi, Alessio Cocciolo, Florian Cometto und Andrea Chiapello     | Belgien Charles Weibel, Joël Marchandise, Geoffrey Haulotte, Christopher Jermus | Spanien Jorge Martínez Pladesala, Alejandro Cardeñas Villaverde, Javier Cardeñas Villaverde, Jesús Pérez Martín Slowenien Gregor Sever, Matevž Dovžan, Žan Rode, Valter Gregor Oprešnik |
| 2021 | Infolge der COVID-19-Pandemie entfallen | -                                                                               | -                                                                               | - |
| 2023 | Albertville, Frankreich                 | Frankreich Jean Feltain, David Doerr, Ludovic Montoro, Yoan Cousin              | Italien Diego Rizzi, Alessio Cocciolo, Florian Cometto und Andrea Chiapello     | Belgien Logan Baton, Michaël Masuy, Fabrice Uytterhoeven, Charles Weibel Monaco Salah Kanes, Jean-Pierre le Lons, Eric Motte, Denis Olmos                                               |
| 2025 | Santa Susanna, Spanien                  | Deutschland Matthias Laukart, Tobias Müller, Daniel Reichert, Moritz Rosik      | Frankreich Michael Bonetto, David Doerr, Ludovic Montoro, Philippe Suchaud      | Niederlande Erik Rolf Telkamp, Remko de Jong, Moussa Agzoul, Essa Agzoul Spanien Manuel Higinio Romero Rubio, Jose Luis Guasch Orozco, Lucas Alvarez Ruiz, Ramon Asensi Fernandez       |

#### Medaillenspiegel Triplette

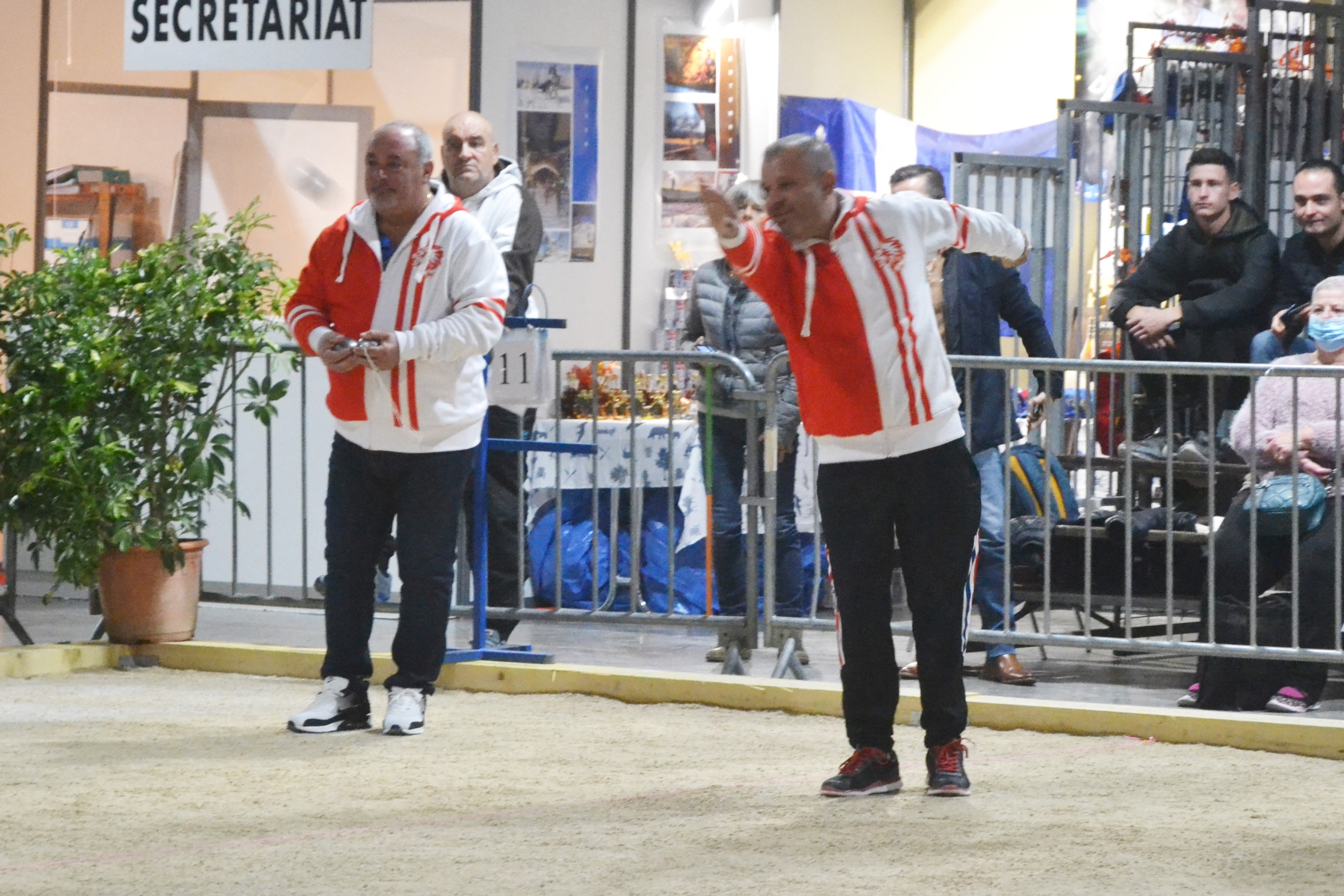
Im Bild rechts: Henri Lacroix (Mehrmaliger Europameister)

| Pl. | Land        | Gold | Silber | Bronze |
| --- | ----------- | ---- | ------ | ------ |
| 1   | Frankreich  | 6    | 1      | 1      |
| 2   | Italien     | 1    | 2      | 2      |
| 3   | Deutschland | 1    | 0      | 0      |
| 4   | Monaco      | 0    | 2      | 3      |
| 5   | Spanien     | 0    | 1      | 5      |
| 6   | Belgien     | 0    | 1      | 1      |
| 7   | Schweiz     | 0    | 1      | 0      |
| 8   | Niederlande | 0    | 0      | 2      |
| 9   | Dänemark    | 0    | 0      | 1      |
| 9   | Slowenien   | 0    | 0      | 1      |

### Tir de précision
2023 verpasste Marco Lonken die Endrunde und schied in der Repêchage aus.

#### Ergebnisse Tir de précision
| Jahr | Austragungsort                          | Gold                                | Silber                        | Bronze                                               |
| ---- | --------------------------------------- | ----------------------------------- | ----------------------------- | ---------------------------------------------------- |
| 2009 | Nizza, Frankreich                       | Belgien Claudy Weibel               | Frankreich Philippe Quintais  | Schweden Richard Nilsson Schweiz Didier Sénezergues  |
| 2011 | Göteborg, Schweden                      | Frankreich Dylan Rocher             | Portugal Hugo Dores           | Estland Veiko Proos Niederlande Wietse van Keulen    |
| 2013 | Rom, Italien                            | Frankreich Dylan Rocher             | Italien Diego Rizzi           | Belgien Claudy Weibel Estland Veiko Proos            |
| 2015 | Albena, Bulgarien                       | Italien Diego Rizzi                 | Belgien Baton Logan           | Frankreich Dylan Rocher Slowakei Juraj Valent        |
| 2017 | Saint-Pierre-lès-Elbeuf, Frankreich     | Frankreich Dylan Rocher             | Türkei Selim Dedemoglu        | Spanien Manuel H. Romeo Martinez Italien Diego Rizzi |
| 2019 | Albena, Bulgarien                       | Italien Diego Rizzi                 | Spanien Jesus Perez Martin    | Portugal Hugo Dores Belgien Joël Marchandise         |
| 2021 | Infolge der COVID-19-Pandemie entfallen | -                                   | -                             | -                                                    |
| 2023 | Albertville, Frankreich                 | Spanien Manuel Higinio Romero Rubio | Belgien Baton Logan           | Frankreich David Doerr Italien Diego Rizzi           |
| 2025 | Santa Susanna, Spanien                  | Frankreich Michael Bonetto          | Armenien Michel Hadchadourian | Monaco José Riviere Italien Diego Rizzi              |

#### Medaillenspiegel Tir de précision
| Pl. | Land        | Gold | Silber | Bronze |
| --- | ----------- | ---- | ------ | ------ |
| 1   | Frankreich  | 4    | 1      | 2      |
| 2   | Italien     | 2    | 1      | 2      |
| 3   | Belgien     | 1    | 2      | 2      |
| 4   | Spanien     | 1    | 1      | 1      |
| 4   | Portugal    | 0    | 1      | 1      |
| 6   | Türkei      | 0    | 1      | 0      |
| 6   | Armenien    | 0    | 1      | 0      |
| 8   | Estland     | 0    | 0      | 2      |
| 9   | Niederlande | 0    | 0      | 1      |
| 9   | Schweden    | 0    | 0      | 1      |
| 9   | Schweiz     | 0    | 0      | 1      |
| 9   | Slowakei    | 0    | 0      | 1      |
| 9   | Monaco      | 0    | 0      | 1      |

### Tête à tête

#### Ergebnisse Tête à tête
| Jahr | Austragungsort                          | Gold                          | Silber                        | Bronze                                               |
| ---- | --------------------------------------- | ----------------------------- | ----------------------------- | ---------------------------------------------------- |
| 2016 | Halmstad, Schweden                      | Frankreich Henri Lacroix      | Schweiz Patrick Emile         | Deutschland Raphael Gharany Schweden Rickard Nilsson |
| 2018 | Savillan, Italien                       | Italien Diego Rizzi           | Frankreich Henri Lacroix      | Deutschland Manuel Strokosch Schweden Ali Abdi Aden  |
| 2020 | Infolge der COVID-19-Pandemie entfallen | -                             | -                             | -                                                    |
| 2022 | Bois-le-Duc, Niederlande                | Italien Diego Rizzi           | Spanien Jesús Escacho Alarcon | Frankreich Christophe Sarrio Niederlande Kees Koogje |
| 2024 | Martigny, Schweiz                       | Spanien Jesús Escacho Alarcon | Schweden Ivar Liljegren       | Frankreich Henry Lacroix Monaco Christhophae Sevilla |

#### Medaillenspiegel Tête à tête
| Pl. | Land        | Gold | Silber | Bronze |
| --- | ----------- | ---- | ------ | ------ |
| 1   | Italien     | 2    | 0      | 0      |
| 2   | Frankreich  | 1    | 1      | 2      |
| 3   | Spanien     | 1    | 1      | 0      |
| 4   | Schweden    | 0    | 1      | 2      |
| 5   | Schweiz     | 0    | 1      | 0      |
| 6   | Deutschland | 0    | 0      | 2      |
| 7   | Niederlande | 0    | 0      | 1      |
| 7   | Monaco      | 0    | 0      | 1      |

## Frauen

### Doublette

#### Ergebnisse Doublette
| Jahr | Austragungsort                | Gold                                         | Silber                                     | Bronze                                                                                           |
| ---- | ----------------------------- | -------------------------------------------- | ------------------------------------------ | ------------------------------------------------------------------------------------------------ |
| 2022 | ’s-Hertogenbosch, Niederlande | Monaco Laura Vierjon, Myriam Chambeiron      | England Alexandra Spillett, Hannah Griffin | Litauen Eugenija Karbočienė, Irma Bagdanavičienė Spanien Caroline Pascual, Jenifer López Sánchez |
| 2024 | Martigny, Schweiz             | Frankreich Aurélie Bories, Charlotte Darodes | Belgien Jessica Meskens, Camille Max       | Deutschland Carolin Birkmeyer, Anna Lazaridis Luxemburg Julie Feller, Indira Ongaro              |

#### Medaillenspiegel Doublette
| Pl. | Land        | Gold | Silber | Bronze |
| --- | ----------- | ---- | ------ | ------ |
| 1   | Monaco      | 1    | 0      | 0      |
| 1   | Frankreich  | 1    | 0      | 0      |
| 3   | England     | 0    | 1      | 0      |
| 3   | Belgien     | 0    | 1      | 0      |
| 5   | Litauen     | 0    | 0      | 1      |
| 5   | Spanien     | 0    | 0      | 1      |
| 5   | Deutschland | 0    | 0      | 1      |
| 5   | Luxemburg   | 0    | 0      | 1      |

### Triplette
Im Jahr 2003 gewann das deutsche Team mit Gudrun Deterding, Lara Eble, Daniela Thelen, Susanne Fleckenstein in Rastatt (Deutschland) die erste Bronze-Medaille für das Land. In den Folgejahren 2010, 2014 und 2018 wurde dieser Erfolg wiederholt.

#### Ergebnisse Triplette
| Jahr | Austragungsort                          | Gold                                                                                     | Silber                                                                            | Bronze |
| ---- | --------------------------------------- | ---------------------------------------------------------------------------------------- | --------------------------------------------------------------------------------- | --- |
| 2001 | Straßburg, Frankreich                   | Frankreich Angélique Papon, Ranya Kouadri, Florence Schopp, Cynthia Quennehen            | Spanien Jerónima Ballesta, Inés Rosario, Catalina Mayol, Yolanda Matarranz        | Vereinigtes Königreich Vanessa Webb, Leesa Rhodes, Kathryn Lewis, Diz Murray                                                                                                 |
| 2003 | Rastatt, Deutschland                    | Spanien Jerónima Ballesta, Yolanda Matarranz, Maria José Diaz, Maria José Perez          | Frankreich Angélique Papon, Florence Schopp, Chantal Salaris, Cynthia Quenehen    | Deutschland Gudrun Deterding, Lara Eble, Daniela Thelen, Susanne Fleckenstein                                                                                                |
| 2005 | Odense, Dänemark                        | Frankreich Angélique Papon, Marie Christin Virebayre, Evelyne Lozano, Cynthia Quennehen  | Spanien Jerónima Ballesta, Verónica Martinez, Yolanda Matarranz, María José Perez | Belgien Nancy Barzin, Paulette Doore, Linda Goblet, Oscarine Stevens Schweden Linda Bengtsson, Matilda Boström, Lotta Larsson, Ingrid Wahlbin                                |
| 2007 | Ankara, Türkei                          | Schweden Jessica Johansson, Lotta Larsson, Sara Lindelof. Lotta Bromer                   | Tschechien Alis Hancova, Lucie Klusova, Hana Srubarova, Romana Vokrouhlikova      | Italien Jaqueline Grosso, Irma Giraudo, Barbara Beccaria, Serena Sacco Niederlande Marina Blom, Katie Bosch, Karin Rudolfs, Karin Zantingh                                   |
| 2010 | Ljubljana, Slowenien                    | Frankreich Angélique Papon, Marie-Christine Virebayre, Anna Maillard, Ludivine D'Isidoro | Dänemark Camilla Svensson, Maria Sonasson, Mia Carlsson, Tina Bach-Poulsen        | Deutschland Susanne Fleckenstein, Carolin Birkmeyer, Muriel Hess, Indra Waldbüßer Spanien Aurelia Blazquez, Silvia Garces, Veronica Martinez, Yolanda Matarranz              |
| 2012 | Gent, Belgien                           | Frankreich Angélique Papon, Marie-Angele Germain, Anna Maillard, Nelly Peyre             | Spanien Silvia Garces, Veronica Martinez, Yolanda Matarranz, Maria José Perez     | Dänemark Mia Carlsson, Tanja Gromada, Maria Saxild, Camilla Svensson Schweden Jessica Johansson, Jenny Hamberg, Anna Theander, Rebecka Bergström                             |
| 2014 | Mersin, Türkei                          | Spanien Yolanda Matarranz, Ines Rosario, Melani Homar, Aurelia Blazquez                  | Dänemark Camilla Svensson, Maria Saxild-Laursen, Mia Carlsson, Line Hjorth        | Belgien Camille Max, Sharon Handschoenwerker, Stephanie Moiny, Allisson Vandaele Deutschland Indra Waldbüßer, Carolin Birkmeyer, Laura Schneider, Muriel Hess                |
| 2016 | Bratislava, Slowakei                    | Frankreich Anna Maillard, Ludivine D'Isidoro, Angelique Colombet, Cindy Peyrot           | Spanien Yolanda Matarranz, Aurelia Blazquez, Rosario Ines, Melani Homar           | Italien Serena Sacco, Jessica Rattenni, Valentina Petulicchio, Laura Cardo Österreich Jennifer Obasuyi, Maria Schimak, Yvonne Schüpbach, Isabella Schimak                    |
| 2018 | Palavas-les-Flots, Frankreich           | Frankreich Anna Maillard, Charlotte Darodes, Daisy Frigara, Angélique Colombet           | Italien Jessica Rattenni, Vanessa Romeo, Valentina Petulicchio, Serena Sacco      | Deutschland Luzia Beil, Verena Gabe, Anna Lazaridis, Eileen Jenal Schweiz Corinne Althaus, Nathalie Poget, Ludivine Maitre-Wicky, Sylviane Metairon                          |
| 2020 | Infolge der COVID-19-Pandemie entfallen | -                                                                                        | -                                                                                 | - |
| 2022 | Torrelavega, Spanien                    | Frankreich Audrey Bandiera, Charlotte Darodes, Cindy Peyrot, Emma Picard                 | Italien Monica Scalise, Vanessa Romeo, Valentina Petulicchio, Mariangela Arcesto  | Israel Dolev Nissim, Noi Korsunskyn, Diana Bakalchuk, Anael Fitoussi Monaco Laura Vierjon, Chloé Perez, Myriam Chambeiron, Cryrielle Thivoz                                  |
| 2024 | Santa Susanna, Spanien                  | Belgien Nancy Barzin, Camille Max, Jessica Meskens, Madison Vleminckx                    | Niederlande Josefien Koogje, Sandy Rikkers, Katy Kamps-Bosch, Roby van Rooijen    | Spanien Sara Diaz Reyes, Marta De Los Reyes Cañavares, Yolanda Matarranz Criado, Aurelia Blazquez Ruiz Frankreich Charlotte Darodes, Nelly Peyre, Cindy Peyrot, Alexia Pinto |

#### Medaillenspiegel Triplette
| Pl. | Land                   | Gold | Silber | Bronze |
| --- | ---------------------- | ---- | ------ | ------ |
| 1   | Frankreich             | 7    | 1      | 1      |
| 2   | Spanien                | 2    | 4      | 2      |
| 3   | Schweden               | 1    | 0      | 2      |
| 3   | Belgien                | 1    | 0      | 2      |
| 5   | Italien                | 0    | 2      | 2      |
| 6   | Dänemark               | 0    | 2      | 1      |
| 7   | Niederlande            | 0    | 1      | 1      |
| 8   | Tschechien             | 0    | 1      | 0      |
| 9   | Deutschland            | 0    | 0      | 4      |
| 10  | Vereinigtes Königreich | 0    | 0      | 1      |
| 10  | Österreich             | 0    | 0      | 1      |
| 10  | Schweiz                | 0    | 0      | 1      |
| 10  | Israel                 | 0    | 0      | 1      |
| 10  | Monaco                 | 0    | 0      | 1      |

### Tir de précision
Die Schweizerin Ludvine Maître gewann 2005 in Odense (Dänemark) Silber und 2003 in Rastatt Bronze.
2007 holte Anna Lazaridis mit Bronze die erste Medaille in diesem Wettbewerb für Deutschland.
2012 wiederholte Indra Waldbüßer diesen Erfolg.

#### Ergebnisse Tir de précision
| Jahr | Austragungsort                          | Gold                         | Silber                     | Bronze                                                |
| ---- | --------------------------------------- | ---------------------------- | -------------------------- | ----------------------------------------------------- |
| 2003 | Rastatt, Deutschland                    | Frankreich Cynthia Quenehen  | Niederlande Karin Zantingh | Belgien Carine Stevens Schweiz Ludvine Maître         |
| 2005 | Odense, Dänemark                        | Frankreich Angélique Papon   | Schweiz Ludivine Maître    | Finnland Tarja Roslöf Niederlande Karin Rudolfs       |
| 2007 | Ankara, Türkei                          | Niederlande Karin Rudolfs    | Spanien Ines Rosario       | Deutschland Anna Lazaridis Frankreich Angélique Papon |
| 2010 | Ljubljana, Slowenien                    | Frankreich Angélique Papon   | Israel Sivan Siri          | Spanien Yolanda Matarranz Tschechien Lucie Venclova   |
| 2012 | Gent, Belgien                           | Frankreich Angélique Papon   | Spanien Yolanda Matarranz  | Dänemark Mia Carlsson Deutschland Indra Waldbüßer     |
| 2014 | Mersin, Türkei                          | Spanien Yolanda Matarranz    | Frankreich Audrey Bandiera | Belgien Camille Max Norwegen Ranu Homniam             |
| 2016 | Bratislava, Slowakei                    | Yolanda Mattaranz            | Jessica Johansson          | Sarah Huntley Cindy Peyrot                            |
| 2018 | Palavas-les-Flots, Frankreich           | Frankreich Charlotte Darodes | Israel Sivan Siri          | Slowenien Kaja Jamnil Schweiz Ludivine Maître         |
| 2020 | Infolge der COVID-19-Pandemie entfallen | -                            | -                          | -                                                     |
| 2022 | Torrelavega, Spanien                    | Spanien Sara Díaz Reyes      | Schweiz Sylviane Métairon  | Belgien Jessica Meskens Polen Katarzyna Błasiak       |
| 2024 | Santa Susanna, Spanien                  | Spanien Sara Díaz Reyes      | Frankreich Cindy Peyrot    | Österreich Isabella Thill Norwegen Annelie Westin     |

#### Medaillenspiegel Tir de précision
| Pl. | Land        | Gold | Silber | Bronze |
| --- | ----------- | ---- | ------ | ------ |
| 1   | Frankreich  | 5    | 2      | 2      |
| 2   | Spanien     | 4    | 2      | 1      |
| 3   | Niederlande | 1    | 1      | 1      |
| 4   | Schweiz     | 0    | 2      | 2      |
| 5   | Israel      | 0    | 2      | 0      |
| 6   | Schweden    | 0    | 1      | 0      |
| 7   | Belgien     | 0    | 0      | 3      |
| 8   | Deutschland | 0    | 0      | 2      |
| 8   | Norwegen    | 0    | 0      | 2      |
| 10  | Dänemark    | 0    | 0      | 1      |
| 10  | England     | 0    | 0      | 1      |
| 10  | Finnland    | 0    | 0      | 1      |
| 10  | Tschechien  | 0    | 0      | 1      |
| 10  | Slowenien   | 0    | 0      | 1      |
| 10  | Polen       | 0    | 0      | 1      |
| 10  | Österreich  | 0    | 0      | 1      |

### Tête à tête

#### Ergebnisse Tête à tête
| Jahr | Austragungsort                          | Gold                       | Silber                     | Bronze                                                |
| ---- | --------------------------------------- | -------------------------- | -------------------------- | ----------------------------------------------------- |
| 2016 | Halmstad, Schweden                      | Spanien Yolanda Matarranz  | Schweden Jessica Johansson | Belgien Natascha Kazmierczak Polen Katarzyna Blasiak  |
| 2018 | Savillan, Italien                       | Frankreich Sandrine Herlem | Polen Katarzyna Blasiak    | Dänemark Mia Carlsson Schweden Charlotta Larsson      |
| 2020 | Infolge der COVID-19-Pandemie entfallen | -                          | -                          | -                                                     |
| 2022 | Bois-le-Duc, Niederlande                | Spanien Carolina Pascual   | Türkei Esile Emen          | Frankreich Aurelie Bories Niederlande Josefien Koogje |
| 2024 | Martigny, Schweiz                       | Frankreich Aurélie Boris   | Monaco Myriam Chambeiron   | Türkei Nazmiye Ak Spanien Maria José Díaz Gutiérrez   |

#### Medaillenspiegel Tête à tête
| Pl. | Land        | Gold | Silber | Bronze |
| --- | ----------- | ---- | ------ | ------ |
| 1   | Frankreich  | 2    | 0      | 1      |
| 1   | Spanien     | 2    | 0      | 1      |
| 3   | Schweden    | 0    | 1      | 1      |
| 3   | Polen       | 0    | 1      | 1      |
| 3   | Türkei      | 0    | 1      | 1      |
| 6   | Belgien     | 0    | 0      | 1      |
| 6   | Dänemark    | 0    | 0      | 1      |
| 6   | Niederlande | 0    | 0      | 1      |
| 6   | Monaco      | 0    | 0      | 1      |

## Mixte

### Ergebnisse Doublette mixte
| Jahr | Austragungsort                | Gold                                         | Silber                                                 | Bronze                                                                                 |
| ---- | ----------------------------- | -------------------------------------------- | ------------------------------------------------------ | -------------------------------------------------------------------------------------- |
| 2022 | ’s-Hertogenbosch, Niederlande | Frankreich Sandrine Poinsot, Mickael Bonetto | Spanien Jenifer López Sánchez, Jose Luis Guasch Orozco | Niederlande Anette Bolouijt, Joey van Doorn Monaco Myriam Chambeiron, José Rivière     |
| 2024 | Martigny, Schweiz             | Belgien Jessica Meskens, Logan Baton         | Niederlande Joey Van Doorn, Josefien Koogje            | Frankreich David Doerr, Charlotte Darodes Deutschland Matthias Laukart, Anna Lazaridis |

### Medaillenspiegel Doublette mixte
| Pl. | Land        | Gold | Silber | Bronze |
| --- | ----------- | ---- | ------ | ------ |
| 1   | Frankreich  | 1    | 0      | 1      |
| 2   | Belgien     | 1    | 0      | 0      |
| 3   | Niederlande | 0    | 1      | 1      |
| 4   | Spanien     | 0    | 1      | 0      |
| 5   | Monaco      | 0    | 0      | 1      |
| 5   | Deutschland | 0    | 0      | 1      |

## Jugend (U18)

### Triplette

#### Ergebnisse Triplette
| Jahr | Austragungsort                          | Gold                                                                                           | Silber | Bronze |
| ---- | --------------------------------------- | ---------------------------------------------------------------------------------------------- | --- | --- |
| 1998 | Dijon, Frankreich                       | Frankreich Ludovic Labrue, Nicolas Tavian, Cédric Le Foll, M. Rognon, E. Royer, Fabien Sauvage | Spanien Joaquin Teruel, José A. Nebot, Ezequiel Marron, Antonio Figueras, Antonio Ruiz, Agustin Hernandez | Belgien Raphaël Delnoy, Michaël Tollet, Nicolas David, Giovani Buttera, Greet van Houtte, Franck Geelen, Gino Claes Schweiz Guillem Dayer, Marc Tessari, Hervé Bapst, Gary von Bergen, Michaël Salamiu, Yannick Thiessoz |
| 2000 | Lüttich, Belgien                        | Belgien Fabrice Uytterhoeven, Yannick Collaiocco, Jérémy Pardoen, Julien Goblet                | Italien Simon Salto, Daniele Ghigliazza, Silvio Squarciafichi, Fabrizio Ellena                            | Frankreich Sébastien Boissel, Romain Scultore, Richard Mondillon, Florent Montoya |
| 2002 | La Louvière, Belgien                    | Belgien Patrick van Meerbeck, Brecht Claes, Jérémy Pardoen, Robin Henderycks                   | Italien JAndrea Dalmasso, Daniele Ghigliazza, Simon Salzo, Silvi Squarciafichi                            | Frankreich Michaël Jacquet, Maison Durk, Ludovic Castagne, Mathieu Charpentier |
| 2004 | Dudelange, Luxemburg                    | Frankreich Tony Perret, Angy Savin, Jérémy Darodes, Mickaël Jacquet                            | Spanien Javier Hildago, Sergio Julin Muños, Abel Fernandez, Jose Luis Piñero                              | Dänemark Eric Geraci, Marc Geraci, Anders Erlandsen, Dennis Steffensen Schweden Victor von Roggers Patron, Tonny van Houtem, Alexander Lindquist, Leo Brod Björk                                                         |
| 2006 | Martigny, Schweiz                       | Frankreich Kevin Malbec, Dylan Rocher, Jean Feltain, Florent Coutanson                         | Spanien Oscar Rodrigo, Oscar Alberola, José David Fernandez, Fernando José Perez                          | Italien Gabriele Allio, Gianluca Berno, Florian Cometto, David Martino Schweiz Fabian Ronzel, Simon Caillat, Fabien Rotzetter, Yohan Bourgeois                                                                           |
| 2008 | Nieuwegein, Niederlande                 | Frankreich Dylan Rocher, Vianney Moureau-Fontan, Gaetan Blaszczak, Florent Coutanson           | Italien Diego Rizzi, Mattia Chiapello, Alessio Farina, Mattia Balestra                                    | Spanien Francisco Bernabe Guillen, Pedro Luis Garcia Lison, Juan Carlos Sogorb Mancheno, Marc Diaz Martinez Niederlande Davey Koojiman, Joey van Doorn, Kees Koogje, Tom van der Voort                                   |
| 2010 | Montauban, Frankreich                   | Spanien José Luis Guash, Manuel Higinio Romero, José Gomez Guerrero, José Fernandez Valor      | Frankreich Gueven Rocher, Mendy Rocher, Baptiste Rousseau, Amourette Logan                                | Italien Diego Rizzi, Matteo Rei, Alessandro Basso, Gian-Luca Brondino Schweden Nanna Bostrom, Alexander Norin, Niklas Carlen, Daniel Eriksson                                                                            |
| 2012 | Gent, Belgien                           | Frankreich Djoukitch Dylan, Renault Julien, Magier Guillaume, Billet Anthony                   | Belgien Corentin Nicolay, Corentin Buffe, Karim D'Heedene, Gregory Kausse                                 | Italien Andrea Tesio, Matteo Mana, Simone Bertone Spanien Miguel Trujillo, Jonathan Oliver, Jose Rodriguez, Miguel Diaz                                                                                                  |
| 2014 | Bassens, Frankreich                     | Frankreich Djoukitch Dylan, Renault Julien, Magier Guillaume, Billet Anthony                   | Luxemburg Jean-Luc Carneiro, Adrien Daunois, Felix Schmitz, Thibaut Weber                                 | Belgien Thomas Bens, Nicky Kockx, Corentin Buffe, Quentin Triqueneaux Spanien Joaquin Grau, David Rasero, Miguel Diaz, Javier Minchon                                                                                    |
| 2016 | Monaco, Monaco                          | Frankreich Joseph Molinas, Delson Boulanger, Lucas Desport, Théo Ballière                      | Belgien Jérôme Creyelman, Tristan Alexandre, Nicky Kockx, Giuseppe Lombardo                               | Italien Andrea Chiapello, Maicol Rinaudo, Davide Addario, Jacopo Gardelle Spanien Aarón Axel Huertas, Cristian Carrillo, Eric Gamez, J. Alberto Andreu                                                                   |
| 2018 | Almeria, Spanien                        | Monaco Jean-Philippe Buche, Louis Marsille, Lucas Parisot, Enzo Perez                          | Frankreich Joe Casale, Jérémi Gelin, Marius Baloge, Jacques Dawson Dubois                                 | Belgien Jérôme Creyelman, Tristan Alexandre, Luka Grolet, Ugo Steennot Spanien Juan Jose Porras González, Jesús Antonio Escacho Alarcón, Ismael Vázquez Mohamed, Antonio Jiménez Font                                    |
| 2020 | Infolge der COVID-19-Pandemie entfallen | -                                                                                              | - | - |
| 2022 | Palma, Spanien                          | Schweiz Adriano Dos Santos Silva, Loïc Longet, Loïc Mathey, Ulysse Tsimine                     | Frankreich Dorian Lauga-Lauret, Andssy Hut, Bastien Hyvon, Noah Bréton                                    | Monaco Louis Magnico, Aleksander Marziali, Anthony Péloso, Romain Péloso Spanien Aarón González Martin, Jonathan Ould Khtaira Navarro, Sergi Ruíz Álvarez, Raul Martínez Ponce                                           |
| 2024 | Isla Cristina, Spanien, männlich        | Italien Jordan Davide Debar, Jacopo Milazzo, Fabio Musso                                       | Spanien Junior Moral Moya, Alex Pacheco, Jose María Moral Moy, Hugo Fernández Parcerisas                  | Frankreich Mathis Merlin, David Charpentier, Pavel Renou, Jason Giraud Belgien Aaron Daubersy, Jess Verset, Maël Bungeneers, Mathias Jacobs                                                                              |
|      | weiblich                                | Frankreich Lena Merlin, Kaylie Victoor Demeter, Lou Labarthe, Lou Labarthe                     | Spanien Alba Valiente Quereda, Silvia Castillo, Aihnoa Martínez Romero, Celia Abril Cruzado               | Deutschland Janaina Cabrera, Maria Hein, Alina Kettner, Ella Koch Belgien Louna Grosse, Elisa David, Maité Genar, Kendra Quetin                                                                                          |

#### Medaillenspiegel Triplette
| Pl. | Land        | Gold | Silber | Bronze |
| --- | ----------- | ---- | ------ | ------ |
| 1   | Frankreich  | 8    | 3      | 3      |
| 2   | Belgien     | 2    | 2      | 5      |
| 3   | Spanien     | 1    | 5      | 6      |
| 4   | Italien     | 1    | 3      | 4      |
| 5   | Schweiz     | 1    | 0      | 2      |
| 6   | Monaco      | 1    | 0      | 1      |
| 7   | Luxemburg   | 0    | 1      | 0      |
| 8   | Schweden    | 0    | 0      | 2      |
| 9   | Dänemark    | 0    | 0      | 1      |
| 9   | Niederlande | 0    | 0      | 1      |
| 9   | Deutschland | 0    | 0      | 1      |

### Tir de précision
Der Deutsche Patrick Beton und der Schweizer Jimmy Bondallaz teilten sich 2002 in La Louvière, Belgien den dritten Platz. 2022 wurde Justin Neu Europameister.

#### Ergebnisse Tir de précision
| Jahr | Austragungsort                          | Gold                       | Silber                        | Bronze                                            |
| ---- | --------------------------------------- | -------------------------- | ----------------------------- | ------------------------------------------------- |
| 2002 | La Louvière, Belgien                    | Monaco Benjamin Debos      | Italien Simon Salto           | Deutschland Patrick Beton Schweiz Jimmy Bondallaz |
| 2004 | Dudelange, Luxemburg                    | Frankreich Jérémy Darodes  | Schweiz Justin Metrailler     | Spanien Abel Fernandez Dänemark Eric Geraci       |
| 2006 | Martigny, Schweiz                       | Frankreich Dylon Rocher    | Belgien Michael Bonvoisin     | Dänemark Dennis Steffensen Israel Adar Redlinger  |
| 2008 | Nieuwegein, Niederlande                 | Spanien Juan Carlos Sogorb | Italien Mattia Chiapello      | Frankreich Dylan Rocher Schweden Alexander Norin  |
| 2010 | Montauban, Frankreich                   | Schweden Alexander Norin   | Niederlande Tom van der Voort | Italien Diego Rizzi Monaco Pierre Luchesi         |
| 2012 | Gent, Belgien                           | Polen Pawel Pieprzyk       | Niederlande Rik van Lier      | Frankreich Guillaume Magier Schweiz Gaetan Amman  |
| 2014 | Bassens, Frankreich                     | Tyson Molinas              | Saverio Amormino              | William Silfverberg Alexandre Utz                 |
| 2016 | Monaco, Monaco                          | Tyson Molinas              | Christian Carillo             | Tristan Alexandre José Rivière                    |
| 2018 | Almeria, Spanien                        | Joe Casale                 | Jésus Escacho Alarcon         | Tristan Alexandre Louis Marsille                  |
| 2020 | Infolge der COVID-19-Pandemie entfallen | -                          | -                             | -                                                 |
| 2022 | Palma, Spanien                          | Justin Neu                 | Andssy Hut                    | Filip Vedral Raul Martínez Ponce                  |
| 2024 | Isla Cristina, Spanien                  | Alba Valiente Quereda      | Maria Hein                    | Louna Grosse Nazmiye Ak                           |
| 2024 | Isla Cristina, Spanien                  | David Charpentier          | Dan Geisler                   | Lucas Mellot Moral Moya                           |

#### Medaillenspiegel Tir de précision
| Pl. | Land        | Gold | Silber | Bronze |
| --- | ----------- | ---- | ------ | ------ |
| 1   | Frankreich  | 6    | 1      | 2      |
| 2   | Spanien     | 2    | 2      | 3      |
| 3   | Deutschland | 1    | 1      | 1      |
| 4   | Monaco      | 1    | 0      | 4      |
| 5   | Schweden    | 1    | 0      | 2      |
| 6   | Polen       | 1    | 0      | 0      |
| 7   | Italien     | 0    | 3      | 1      |
| 8   | Niederlande | 0    | 2      | 0      |
| 9   | Schweiz     | 0    | 1      | 3      |
| 9   | Belgien     | 0    | 1      | 3      |
| 11  | Tschechien  | 0    | 1      | 1      |
| 12  | Dänemark    | 0    | 0      | 2      |
| 13  | Israel      | 0    | 0      | 1      |
| 13  | Türkei      | 0    | 0      | 1      |

## Espoirs (U23)

### Triplette
Die Europameisterschaften der Espoirs (U23) wurden 2008 erstmals ausgetragen. Nur hier gibt es getrennte Wettbewerbe für Damen und Herren, was einzigartig ist. Reine Herrenwettbewerbe gibt es im Pétanque sonst nicht, die Altersklasse der Senioren ist offen für Damen und Herren.
2008 wurde das deutsche Damenteam mit Julia Würthle (Horb), Anna Lazaridis (Marl), Muriel Hess (Horb) und Judith Berganski (Lübeck) Vize-Europameister. 2009 fand dann die EM in Deutschland statt. In der Düsseldorfer Pétanquehalle gelang es denselben deutschen Damen, nach Silber im Vorjahr nun den ersten Titel für den DPV bei einer offiziellen internationalen Meisterschaft zu gewinnen.
Die Herren (Micha Abdul, Zeki Engin, Jannik Schaake, Florian Korsch) komplettierten das gute deutsche Ergebnis mit Bronze. 2011 in Roskilde (Dänemark) wiederholten die deutschen Damen mit Lea Mitschker, Natascha Denzinger, Muriel Hess und Julia Würthle den Erfolg von 2009 und wurden erneut Europameister. Auch die Herren holten erneut Bronze. In den nächsten Jahren stellten sich weitere Erfolge ein.
Abweichend von anderen internationalen Wettbewerben wurde bis 2015 nicht nur ein Triplette, sondern auch ein Doublette und ein Tête-à-tête gespielt.
Seit 2016 finden auch die Europameisterschaften der Espoirs im „klassischen“ Triplette-Modus und ohne Vorqualifikation statt.

#### Ergebnisse Triplette
| Jahr | Endrunde                                | m/w    | Gold | Silber | Bronze |
| ---- | --------------------------------------- | ------ | --- | --- | --- |
| 2008 | Saint-Jean-d’Angély, Frankreich         | Damen  | Frankreich Emilie Fernandez, Nadège Baussian, Ludivine D'Isidoro                                             | Deutschland Julia Würthle, Anna Lazaridis, Muriel Hess, und Judith Berganski                                   | Dänemark Michelle Mikkelsen, Mette Ellekær Hansen, Louise Bune Sørensen, Simone Gromada Belgien Jérémy Pardoen, Didier van Zeebroek, Kévin Mievis, Michael Bonvoisin     |
| 2008 | Saint-Jean-d’Angély, Frankreich         | Herren | Frankreich Jérémy Darodes, Jean Feltain, Mickael Jacquet, Mathieu Charpentier                                | Spanien Jesus Perze Martin, Javier Hidalgo Arenas, Oscar Alberola Marques                                      | Niederlande Bran Bookelaer, Lars Dolmans, Dirk Jan Van Mourik Belgien Julien Chardon, Kévin Mièvis, Didier Van Zeebroek                                                  |
| 2009 | Düsseldorf, Deutschland                 | Damen  | Deutschland Julia Würthle, Anna Lazaridis, Muriel Hess, Judith Berganski                                     | Frankreich Anna Maillard, Nadège Baussian, Ludivine d'Isidoro, Kelly Fuches                                    | Schweden Lisa Claesson, Jannica Nilsson, Jessica Johansson, Matilda Boström Spanien Jennifer López, Sandra Garcia, Eva Lisbona, Carmen Escagedo                          |
| 2009 | Düsseldorf, Deutschland                 | Herren | Frankreich Jérémy Darodes, Dylon Rocher, Mickaël Jacquet, Jean Feltain                                       | Spanien Jesus Perez Martin, Javier Hidalgo Arenas, Oscar Alberola Marques, Abel Fernandes Tortosa              | Deutschland Micha Abdul, Zeki Engin, Jannik Schaake, Florian Korsch Italien Alessandro Parola, Matteo Berno, Fabrizio Bottero, Mattia Chiapello                          |
| 2011 | Roskilde, Dänemark                      | Damen  | Deutschland Julia Würthle, Natascha Denzinger, Muriel Hess, Lea Mitschker                                    | Frankreich Anna Maillard, Nadège Baussian, Mayline Cegarra, Celine Baron                                       | Belgien Inje Grotjans, Camille Max, Stéphanie Moiny, Jordane Parker Spanien Jennifer López, Cynthia Arrabal, Carolina Jiménez, Ana Fernández                             |
| 2011 | Roskilde, Dänemark                      | Herren | Frankreich Kevin Malbec, Dylon Rocher, Florent Coutanson, Jean Feltain                                       | Monaco Yohan Borde, Vincent Ferrandez, Joseph Gimenez, Pierre Lucchesi                                         | Deutschland Mika Everding, Till-Vincent Götzke, Frank Maurer, Nicolas Zimmer Italien Alessandro Basso, Mattia Chiapello, Alex Marro, Gianluca Ratteni                    |
| 2013 | Düsseldorf, Deutschland                 | Damen  | Frankreich Morgan Bacon, Audrey Bandiera, Anaïs Lapoutge, Anna Maillard                                      | Spanien Diana Castro, Melani Homar, Marta Fernandez, Cynthia Arrabal                                           | Italien Laura Cardo, Sara Domici, Giulia Levaggi, Jessica Rattenni Schweiz Elena Baumgardtner, Nicola Bégue, Emilie Métairon, Mélanie Schüpbach                          |
| 2013 | Düsseldorf, Deutschland                 | Herren | Frankreich Logan Amourette, Florent Coutanson, Williams Dauphant, Dylan Rocher                               | Italien Alessandro Basso, Mattia Chiapello, Gianluca Rattenni, Diego Rizzi                                     | Belgien Logan Baton, Dylan Alexandre, Jonas Buyck, Dieter Verplancke Dänemark Morten Junge, Daniel Presutti, Mathias Beyer, Lasse Dithmar                                |
| 2015 | Nieuwegein, Niederlande                 | Damen  | Frankreich Audrey Bandiera, Anaïs Lapoutge, Cindy Peirot, Alyson Rodriguez                                   | Italien Laura Cardo, Martina Simonotto, Jessica Rattenni, Sara Dedominici                                      | Belgien Alysson Smal, Allisson Vandaele, Clotilde Max, Madison Schollaert Schweden Noon Geffenblad, Jessica Karlsson, Cajsa Qvarnström, Malin Sares                      |
| 2015 | Nieuwegein, Niederlande                 | Herren | Italien Alessandro Basso, Luca Palermo, Diego Rizzi, Andrea Teslo                                            | Spanien Jose Luis Guasch, Manuel Moreno, Miguel Trujillo, Sergi Rodriguez                                      | Deutschland Manuel Strokosch, Marco Lonken, Moritz Rosik, Robin Stentenbach Niederlande Tom Van der Voort, Joey Van Doorn, Rick Van Lier, Charles Gelijn                 |
| 2016 | Torrelavega, Spanien                    | Damen  | Frankreich Audrey Bandiera, Caroline Bourriaud, Cindy Peirot, Alyson Rodriguez                               | Spanien Marta Fernández, Judit Renau, Sara Díaz, Montserrat Jimenez                                            | England Samantha Thatcher, Kaylee Thatcher, Emma Longstaff, Christina Norris Italien Laura Cardo, Sara Dedominici, Martina Simonotto, Jessica Rattenni                   |
| 2016 | Torrelavega, Spanien                    | Herren | Frankreich Mikael Bonetto, David Doerr, Guillaume Magier, Thibaut Vaillant                                   | Italien Andrea Tesio, Diego Rizzi, Saverio Amormino, Luca Palermo                                              | Deutschland Tehina Anania, Christian Faimann, Vincent Probst, Robin Stentenbach Schweiz Alexandre Utz, Anthony Huber, Maïky Molinas, Julien Pittet                       |
| 2017 | Saint-Pierre-lès-Elbeuf, Frankreich     | Damen  | Deutschland Luzia Beil, Eileen Jenal, Kerstin Lisner, Julia Reimers                                          | Belgien Jessica Meskens, Alysson Smal, Kiany Deschouwer, Santana Strooband                                     | Frankreich Aurélie Borie, Alison Rodriguez, Léa Escoda, Caroline Bourriaud Italien Laura Cardo, Sara Dedominici, Martina Simonotto, Emilia Dossetto                      |
| 2017 | Saint-Pierre-lès-Elbeuf, Frankreich     | Herren | Frankreich Valentin Boris, Kenzo Dubois, David Doerr, Joseph Tyson Molinas                                   | Deutschland Marco Kowalski, Moritz Leibelt, Pascal Müller, Vincent Probst                                      | Belgien Dieter Verplancke, Bryan Boutte, Quentin Triquenaux, Matthieu Berode Italien Nocola Rei, Patrick Canavese, Marco Busson, Saverio Amormino                        |
| 2018 | Alméria, Spanien                        | Damen  | Frankreich Emma Picard, Alison Rodriguez, Céline Lebossé, Caroline Bourriaud                                 | Belgien Jessica Meskens, Allison van Daele, Kiany Deschouwer, Laura Streel                                     | Spanien Sara Díaz Reyes, Laura Llull Homar, Miriam Domene Roldán, Melanie Hernández Pérez Schweden Linn Callderyd, Malin Kallbro, Camilla Lund, Linnea von Eggers Patron |
| 2018 | Alméria, Spanien                        | Herren | Frankreich Lucas Desport, Kenzo Dubois, David Doerr, Joseph Tyson Molinas                                    | Spanien Eríc Gámez Cortes, José Alfredo Heredía Mula, José Alberto Andreu Quiñones, José Antonío López Cabrera | Belgien Nicky Kockx, Charly Ghyssels, Quentin Triquenaux, Mattieu Berode Monaco Gaëtan Ardourel, Jean-Philippe Dionisi, José Rivière, Nicolas Rivière Jnr.               |
| 2019 | Saint-Pierre-lès-Elbeuf, Frankreich     | Damen  | Frankreich Emma Picard, Alison Rodriguez, Céline Lebossé, Caroline Bourriaud                                 | Belgien Jessica Meskens, Kiany Deschouwer, Laura Streel, Lauranna van Loo                                      | Deutschland Luzia Beil, Eileen Jenal, Dominique Probst, Jennifer Schüler Spanien Sara Díaz Reyes, Laura Llull Homar, Maria Cristina Máñez Pérez, Tamara Sánchez Navarro  |
| 2019 | Saint-Pierre-lès-Elbeuf, Frankreich     | Herren | Finnland Teo Ekström, Niklas Palmqvist, Antti Pasanen, Elmo Yli-Vainio                                       | Deutschland Marco Kowalski, Leon Gotha-Jecle, Pascal Müller, Paul Möslein                                      | Monaco Gaëtan Ardourel, Christophe Mancini, José Rivière, Nicolas Rivière Jnr. Schweden Ivar Liljegren, Rasmus Wirström, Robert Ulfsson, William Silfverberg             |
| 2020 | Infolge der COVID-19-Pandemie entfallen | -      | - | - | - |
| 2022 | Palma, Spanien                          | Damen  | Frankreich Manon Pruvot, Alexia Pinto, Camille Agrinier, Chloé Roux                                          | Deutschland Dominique Probst, Celine Grauer, Sarah Caliebe, Lea Dörhöfer                                       | Monaco Chloé Perez, Chloé Albecq, Caroline Godard, Cyrielle Thivoz Spanien Rocio Nigorra Lobo, Sheila Carrillo Gómez, María Artacho Sánchez, Yaiza Guardiola Medina      |
| 2022 | Palma, Spanien                          | Herren | Frankreich Adrien Delahaye, Flavien Sauvag, Samuel Lamare, Mayron Baudino                                    | Italien Andrea Chiapelle, Davide Caporgno, Danilo Rinaudo, Jacopo Gardella                                     | Monaco Christophe Mancini, José Rivière, Brayan Cano, Enzo Perez Schweden David Wiik, Rasmus Wirström, Lucas Rudin, Tim Duvenfelt                                        |
| 2023 | Monaco, Monaco                          | Damen  | Spanien María Auxiliadora Soto Caracuell, Sheila Carrillo Gómez, María Artacho Sánchez, Elena Castillo Ortiz | Deutschland Mercedes Lehner, Celine Grauer, Laura Caliebe, Nina Schell                                         | Frankreich Manon Pruvot, Maelle Piquard, Camille Agrinier, Oceanne Bodenghiem Belgien Madison Vleminckx, Manon Bronckart, Léa le Dantec, Aurore van Loo                  |
| 2023 | Monaco, Monaco                          | Herren | Italien Eros Aziz, Davide Caporgno, Jacopo Gardella, Andrea Damiano                                          | Spanien Jesús Antonio Escacho Alarcón, Sergi Ruiz Álvarez, Manel Luque González, Raul Tabera Moreno            | Frankreich Adrien Delahaye, Flavien Sauvag, Bastien Hyvon, Mayron Baudino Belgien Renaud Herr, Romain Wagener, Jérôme Creyelman, Quentin Barbiaux                        |
| 2024 | Isla Cristina, Spanien                  | Damen  | Frankreich Manon Pruvot, Pauline Reguenga, Laurine Roger, Oceanne Bodenghiem                                 | Monaco Caroline Godard, Kimberley Chardelin, Camille Podair, Sasha Djagriff                                    | Deutschland Mercedes Lehner, Celine Grauer, Laura Caliebe, Kati Kuipers Schweden Frida Brage, Emelie Källström, Ängla Patron, Frida von Eggers Patron                    |
| 2024 | Isla Cristina, Spanien                  | Herren | Frankreich Titouan Oliver, Flavien Sauvag, Jacques Dubois, Jayson Rycerg                                     | Spanien Raul Martínez Ponce, Aaron González Martín, Manel Luque González, Raul Tabera Moreno                   | Monaco Julien Lisserre, Louis Marsille, Rayan Boulanger, Damien Egea Portugal Rodrigo Brás, Rafael Cavaco, Samuel Silva, Diogo Gonçalves                                 |

#### Medaillenspiegel Triplette
| Pl. | Land        | Gold | Silber | Bronze |
| --- | ----------- | ---- | ------ | ------ |
| 1   | Frankreich  | 17   | 2      | 3      |
| 2   | Deutschland | 3    | 5      | 6      |
| 3   | Italien     | 2    | 4      | 6      |
| 4   | Spanien     | 1    | 8      | 5      |
| 5   | Finnland    | 1    | 0      | 0      |
| 6   | Belgien     | 0    | 3      | 9      |
| 7   | Monaco      | 0    | 2      | 5      |
| 8   | Schweden    | 0    | 0      | 6      |
| 9   | Dänemark    | 0    | 0      | 2      |
| 9   | Niederlande | 0    | 0      | 2      |
| 9   | Schweiz     | 0    | 0      | 2      |
| 12  | England     | 0    | 0      | 1      |
| 12  | Portugal    | 0    | 0      | 1      |

### Tir de Precisión
Mit der Umstellung vom Team- zum Triplette-Wettbewerb 2016 wurde auch bei den Espoirs eine Europameisterschaft im Präzisionsschießen eingeführt, auch hier getrennt nach Männern und Frauen. Jede teilnehmende Nation durfte einen Starter bzw. eine Starterin benennen. Jennifer Schüler vom BV Ibbenbüren war mit 40 geschossenen Punkten vorübergehend Europarekordhalterin, bis Cindy Peyrot im Halbfinale mit 57 Punkten den besten Score erzielte. 2019 wurde Eileen Jenal Europameisterin.

#### Ergebnisse Tir de Precisión
| Jahr | Endrunde                                | m/w    | Gold                          | Silber              | Bronze                                     |
| ---- | --------------------------------------- | ------ | ----------------------------- | ------------------- | ------------------------------------------ |
| 2016 | Torrelavega, Spanien                    | Damen  | Cindy Peirot                  | Ellen Walrave       | Sara Díaz Özlem Korkmaz                    |
| 2016 | Torrelavega, Spanien                    | Herren | Manuel Higinio Romero         | Diego Rizzi         | Logan Baton Adrien Daunois                 |
| 2017 | Saint-Pierre-lès-Elbeuf, Frankreich     | Damen  | Samantha Thatcher             | Eileen Jenal        | Ellen Walrave Jessica Meskens              |
| 2017 | Saint-Pierre-lès-Elbeuf, Frankreich     | Herren | Saverio Amormino              | Dan Shiran          | Jean-Philippe Dionisi Joseph Tyson Molinas |
| 2018 | Alméria, Spanien                        | Damen  | Emma Picard                   | Sara Díaz Reyes     | Linn Callderyd Kaylee Thatcher             |
| 2018 | Alméria, Spanien                        | Herren | Joseph Tyson Molinas          | Pascal Müller       | Mattieu Berode Antti Pasanen               |
| 2019 | Saint-Pierre-lès-Elbeuf, Frankreich     | Damen  | Eileen Jenal                  | Emma Picard         | Sara Díaz Reyes Laura Streel               |
| 2019 | Saint-Pierre-lès-Elbeuf, Frankreich     | Herren | Jesús Antonio Escacho Alarcõn | José Rivière        | Pascal Müller Jason White                  |
| 2020 | Infolge der COVID-19-Pandemie entfallen | -      | -                             | -                   | -                                          |
| 2022 | Palma, Spanien                          | Damen  | María Artacho Sánchez         | Camille Agrinier    | Chloé Perez Laura Streel                   |
| 2022 | Palma, Spanien                          | Herren | Jesús Antonio Escacho Alarcõn | Jacopo Gardella     | Krystian Tyrlik Jason White                |
| 2023 | Monaco, Monaco                          | Damen  | Madison Vleminckx             | Camille Agrinier    | Cyrielle Thivoz Nina Schell                |
| 2023 | Monaco, Monaco                          | Herren | Louis Marsille                | Flavien Sauvage     | Jacopo Gardella Jan Franci Rode            |
| 2024 | Isla Cristina, Spanien                  | Damen  | Madison Vleminckx             | Kimberley Chardelin | Elise Nuijten Mercedes Lehner              |
| 2024 | Isla Cristina, Spanien                  | Herren | Louis Marsille                | Raul Martinez Ponce | Flavien Sauvage Justin Neu                 |

#### Medaillenspiegel Tir de précision
| Pl. | Land        | Gold | Silber | Bronze |
| --- | ----------- | ---- | ------ | ------ |
| 1   | Spanien     | 4    | 3      | 2      |
| 2   | Frankreich  | 3    | 3      | 2      |
| 3   | Monaco      | 2    | 2      | 4      |
| 4   | Belgien     | 2    | 0      | 5      |
| 5   | Deutschland | 1    | 2      | 4      |
| 6   | Italien     | 1    | 2      | 1      |
| 7   | England     | 1    | 0      | 3      |
| 8   | Niederlande | 0    | 1      | 3      |
| 9   | Israel      | 0    | 1      | 0      |
| 10  | Luxemburg   | 0    | 0      | 1      |
| 10  | Türkei      | 0    | 0      | 1      |
| 10  | Finnland    | 0    | 0      | 1      |
| 10  | Schweden    | 0    | 0      | 1      |
| 10  | Slowenien   | 0    | 0      | 1      |

## Veterans (Ü55)

### Triplette
Auf der Tagung der CEP am Rande der Pétanque-Europameisterschaft 2011 wurde beschlossen, dass 2012 die erste Europameisterschaft der sogenannten „Veteranen“ (55 Jahre und älter) in Dänemark ausgetragen wird. Es nahmen 21 Verbände des CEP an dieser Veranstaltung teil. Sieger der ersten Auflage wurde Spanien durch einen souveränen 13:2-Erfolg über Deutschland, das mit Klaus Eschbach (BC Ettenheim), Rolando Jecle (Hochsteiner BC 1991), Detlev Krieger und Michel Lauer (beide BC Sandhofen; alle Baden-Württemberg) angetreten war. Unter den Teilnehmern fehlte neben Frankreich, das gegen die Austragung einer „Veteranen“-EM gestimmt hatte, auch Italien von den europäischen Topverbänden.

#### Ergebnisse Triplette
| Jahr | Austragungsort                          | Gold                                                                          | Silber | Bronze |
| ---- | --------------------------------------- | ----------------------------------------------------------------------------- | --- | --- |
| 2012 | Hvidovre, Dänemark                      | Spanien Antonio Lopez, Luis de los Reyes, Vicente Cabrera                     | Deutschland Klaus Eschbach, Rolando Jecle, Detlev Krieger, Michel Lauer                                     | Finnland Antero Lehti, Mikko Lehto, Henri Palmqvist, Pauli Piiparinen Monaco Daniel Merello, Paul Olivier, René Pintus, Yves Governatori                                |
| 2014 | Luleå, Schweden                         | Monaco René Pintus, Gilbert Cimelli, Paul Olivier, Daniel Merello             | Dänemark Doris Pedersen, Torden Vous, Flemming Christian Boysen Schmidt, Lars Schaefer                      | Deutschland Hellmuth Platz, Albin Raux, Karl-Heinz Wied, Peter Weise Niederlande Gerard Zijlstra, Rajen Koebeer, Martin Bakker, Bert van Dijk                           |
| 2016 | Monaco, Monaco                          | Niederlande Henry Calvetti, Rajen Koebeer, Martin Bakker, Bert van Dijk       | Luxemburg Gaby Vallese, Romain Rossi, Guy Greven                                                            | Russland Andrey Davydov, Vladimir Zakharov, Aleksandr Komarov, Victor Sudnik Schweden Hannu Kolehmainen, Janne Johansson, Thomas Callderyd, Dennis Duvenfelt            |
| 2017 | Karlslunde, Dänemark                    | Niederlande Henry Calvetti, Rajen Koebeer, Martin Bakker, Bert van Dijk       | Spanien Francisco Palazón Caballero, José Ramírez López, José Manuel Echaves Santamaría, César Garcia López | Monaco Daniel Merello, Roger Roux, Culbert Cimelli, Jean-Luc Fuentes Schweden Peter Bengtsson, Jona Näs, Åke Löwbeer, Leif Bäckström                                    |
| 2019 | Albertville, Frankreich                 | Frankreich Marco Foyot, Christian Fazzino, Christian Lagarde, Fernand Rivière | Schweden Peter Bengtsson, Kader Chamil, Simon Cohen, Leif Bäckström                                         | Polen Ryszard Kowalski, Jerzy Siara, Andrzej Sliž, Leszek Złotowski Niederlande Henry Calvetti, Rajen Koebeer, Junior de Jong, Bert van Dijk                            |
| 2021 | Infolge der COVID-19-Pandemie entfallen | -                                                                             | - | - |
| 2023 | Albertville, Frankreich                 | Frankreich Marco Foyot, Christian Fazzino, Christian Lagarde, Michel Loy      | Monaco Noel Balderas, Culbert Cimelli, Robert Feniello, Frank Millo                                         | Spanien Miguel Darder Caballero, Gregorio Julian Gonzalez Zorilla, Joaquin Ruiz Martí, Pedro Aviñoa Casa Niederlande Ali Doualeh, Stan Visser, Guus Vonck, Ad Wagenaars |

Bei der EM 2023 belegten Malte Berger, Mohamed Kamel Bourouba, Christopher Czarnetta und Rosario Italia den 9. Platz.

#### Medaillenspiegel Triplette
| Pl. | Land        | Gold | Silber | Bronze |
| --- | ----------- | ---- | ------ | ------ |
| 1   | Niederlande | 2    | 0      | 3      |
| 2   | Frankreich  | 2    | 0      | 0      |
| 3   | Monaco      | 1    | 1      | 2      |
| 4   | Spanien     | 1    | 1      | 1      |
| 5   | Schweden    | 0    | 1      | 2      |
| 6   | Deutschland | 0    | 1      | 1      |
| 7   | Dänemark    | 0    | 1      | 0      |
| 7   | Luxemburg   | 0    | 1      | 0      |
| 9   | Finnland    | 0    | 0      | 1      |
| 9   | Russland    | 0    | 0      | 1      |
| 9   | Polen       | 0    | 0      | 1      |